# Gambaquezonia
Gambaquezonia Barrion & Litsinger, 1995 è un genere di ragni appartenente alla famiglia Salticidae.

## Caratteristiche
Il genere, al 2000, era rappresentato da un solo esemplare femminile rinvenuto. Nel 2009 l'aracnologo Edwards ha reperito anche esemplari maschili.
L'esemplare rinvenuto ha corpo allungato e di colore verde, ed è probabilmente correlato ai generi Orthrus Simon, 1900 e Asemonea O. P.-Cambridge, 1869.
La femmina è lunga circa 6 millimetri, con cefalotorace di color giallo pallido e una striscia nera che contorna gli occhi fino a raggiungere il margine posteriore.
L'opistosoma, di colore giallo, presenta delle strisce grigie in senso longitudinale e una larga banda nera, seguita da due macchie laterali anch'esse di colore nero. Le zampe sono di colore giallo, con strisce scure su alcuni segmenti.

## Distribuzione
L'unica specie oggi nota di questo genere è stata rinvenuta nelle Filippine, sull'isola di Luzon.

## Tassonomia
A giugno 2011, si compone di una specie:
- Gambaquezonia itimana Barrion & Litsinger, 1995[3] — Filippine